# Хон Чон Хо
Хон Чон Хо (кор. 홍정호, 洪正好, нар. 18 серпня 1989, Чеджу) — південнокорейський футболіст, захисник німецького клубу «Аугсбург» та національної збірної Південної Кореї.

## Клубна кар'єра
У дорослому футболі дебютував 2010 року виступами за команду клубу «Чеджу Юнайтед», в якій провів три сезони, взявши участь у 42 матчах чемпіонату.
До складу німецького «Аугсбурга» приєднався 2013 року.

## Виступи за збірні
Протягом 2007—2009 років залучався до складу молодіжної збірної Південної Кореї. На молодіжному рівні зіграв у 24 офіційних матчах, забив 2 голи.
2010 року дебютував в офіційних матчах у складі національної збірної Південної Кореї. Наразі провів у формі головної команди країни 23 матчі, забивши 1 гол.
У складі збірної був учасником кубка Азії з футболу 2011 року у Катарі, на якому команда здобула бронзові нагороди.
2014 року був включений до заявки збірної на тогорічний чемпіонат світу у Бразилії.

## Титули і досягнення
- Чемпіон Південної Кореї (4):

«Чонбук Хьонде Моторс»: 2018, 2019, 2020, 2021
- Володар Кубка Південної Кореї (1):

«Чонбук Хьонде Моторс»: 2020
Збірні
- Бронзовий призер Азійських ігор: 2010
- Бронзовий призер Кубка Азії: 2011